# 内龙
内龙（法語：Neyron，法語發音：[neʁɔ̃] ⓘ）是法国东部安省的一个市镇，属于布雷斯地区布尔格区。

## 地理
内龙（45°48'53"N, 4°55'56"E）面积5.36 平方千米，位于法国奥弗涅-罗讷-阿尔卑斯大区安省，该省份为法国东部省份，北起汝拉省，西北接索恩-卢瓦尔省，西接罗讷省和里昂大都会，南至伊泽尔省，东与萨瓦省、上萨瓦省和瑞士接壤。
与内龙接壤的市镇（或旧市镇、城区）包括：米里贝勒、沃昂沃兰、里约拉帕普。

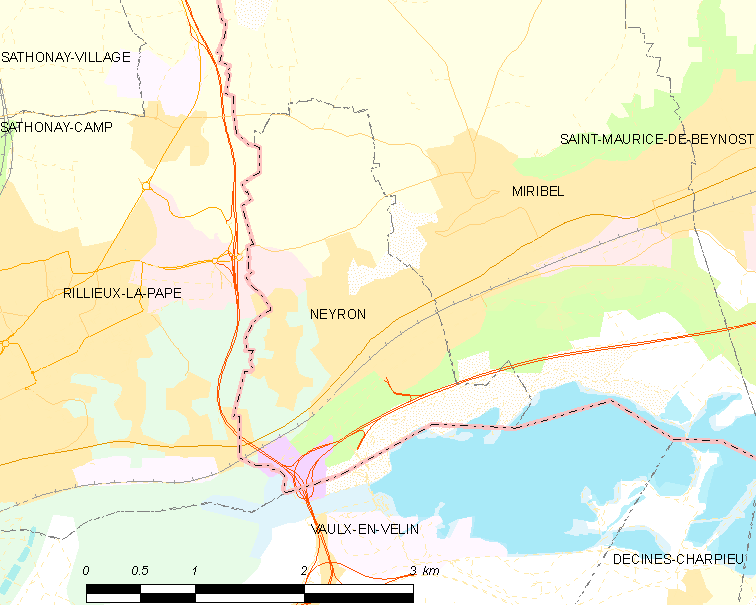
内龙的OSM定位图

内龙的时区为UTC+01:00、UTC+02:00（夏令时）。

## 行政
内龙的邮政编码为01700，INSEE市镇编码为01275。

## 政治
内龙所属的省级选区为米里贝勒县。

## 人口

1962-2008年间内龙人口变化图示

内龙于2022年1月1日时的人口数量为2479人。